# سباستيان لوبيز (لاعب كرة قدم)
سباستيان لوبيز (بالإسبانية: Sebastián López)‏ (14 سبتمبر 1985 بسان نيكولاس دي لوس آرويوس في الأرجنتين - ) هو لاعب كرة قدم أرجنتيني في مركز حراسة المرمى. لعب مع بانفيلد وديبورتيس أنتوفاغاستا وDeportes Temuco ‏ ونادي يونياوتيونوما وخاخواريس دي كوردوبا.

## وصلات خارجية
- سباستيان لوبيز على موقع قاعدة بيانات كرة القدم.إي يو (الإنجليزية)
- سباستيان لوبيز على موقع Soccerway.com (الإنجليزية)
- سباستيان لوبيز على موقع AS.com (الإسبانية)